# Ivar Frounberg
Ivar Frounberg (født 12. april 1950) er en dansk komponist.
Ivar Frounberg blev først uddannet som organist, og havde senere studier i komposition hos Niels Viggo Bentzon og Ib Nørholm på Det Kongelige Danske Musikkonservatorium, hos Morton Feldman i USA, samt hos Iannis Xenakis i Italien. Ivar Frounberg er professor i komposition ved Musikkhøjskolen i Oslo og har tidligere undervist som docent i komposition, elektro-akustisk musik og computerbrug ved Det Kongelige Danske Musikkonservatorium.